# Fabricação de embutidos

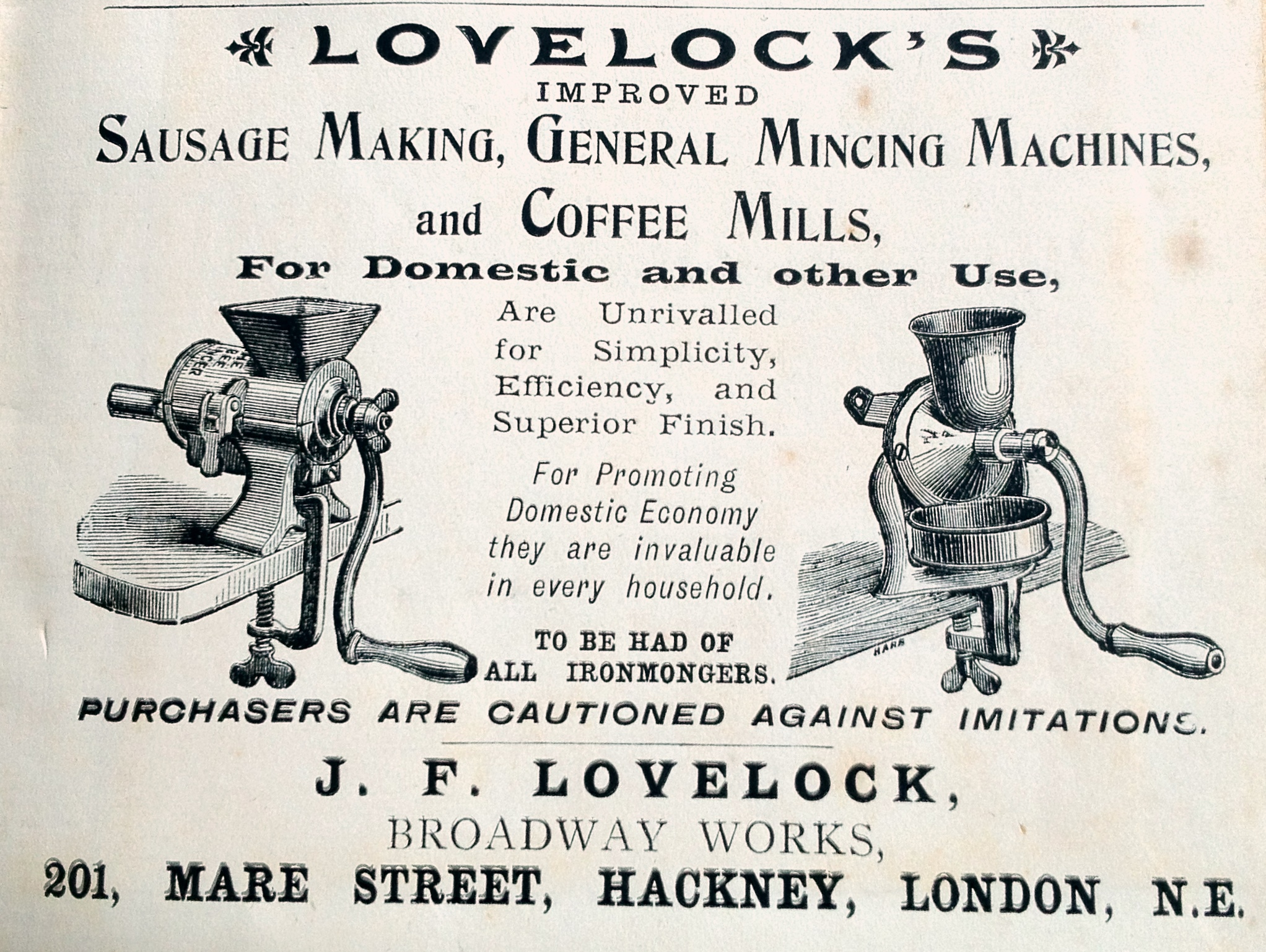
Anúncio de uma máquina de linguiças, Londres, 1894

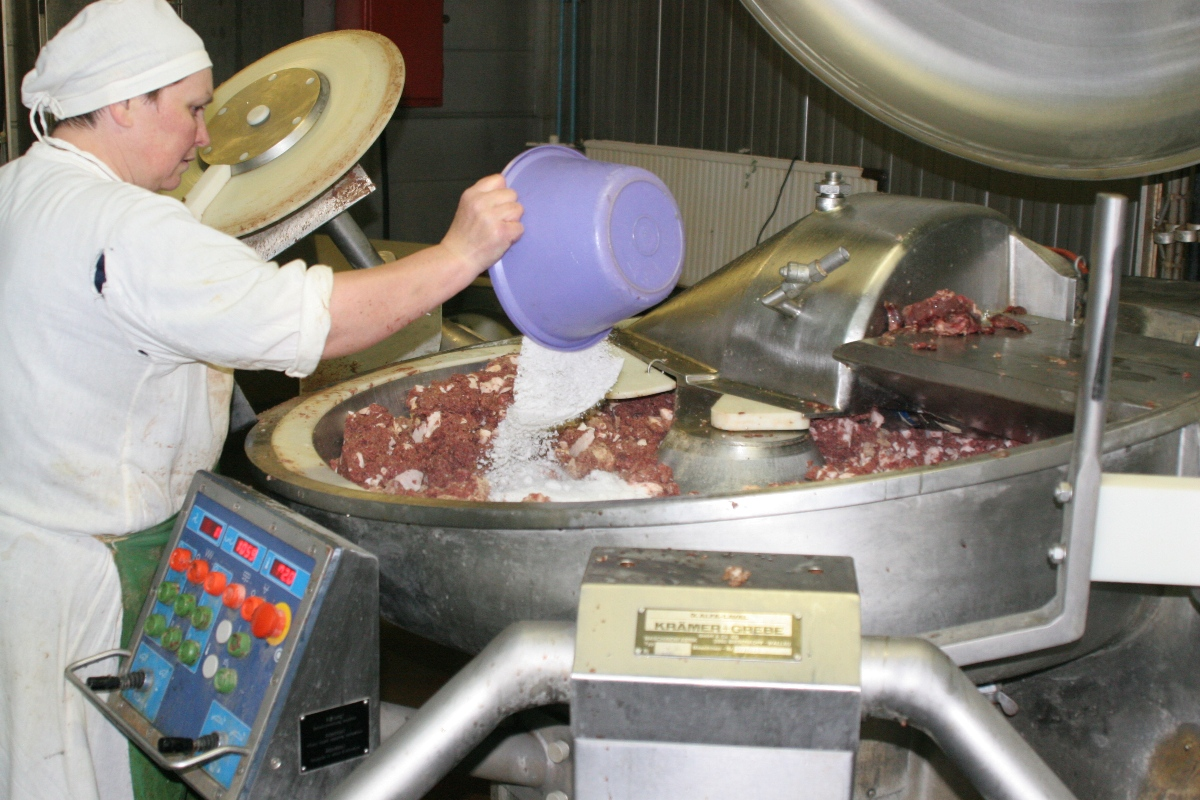
Fabricação industrial em pequena escala na Rússia

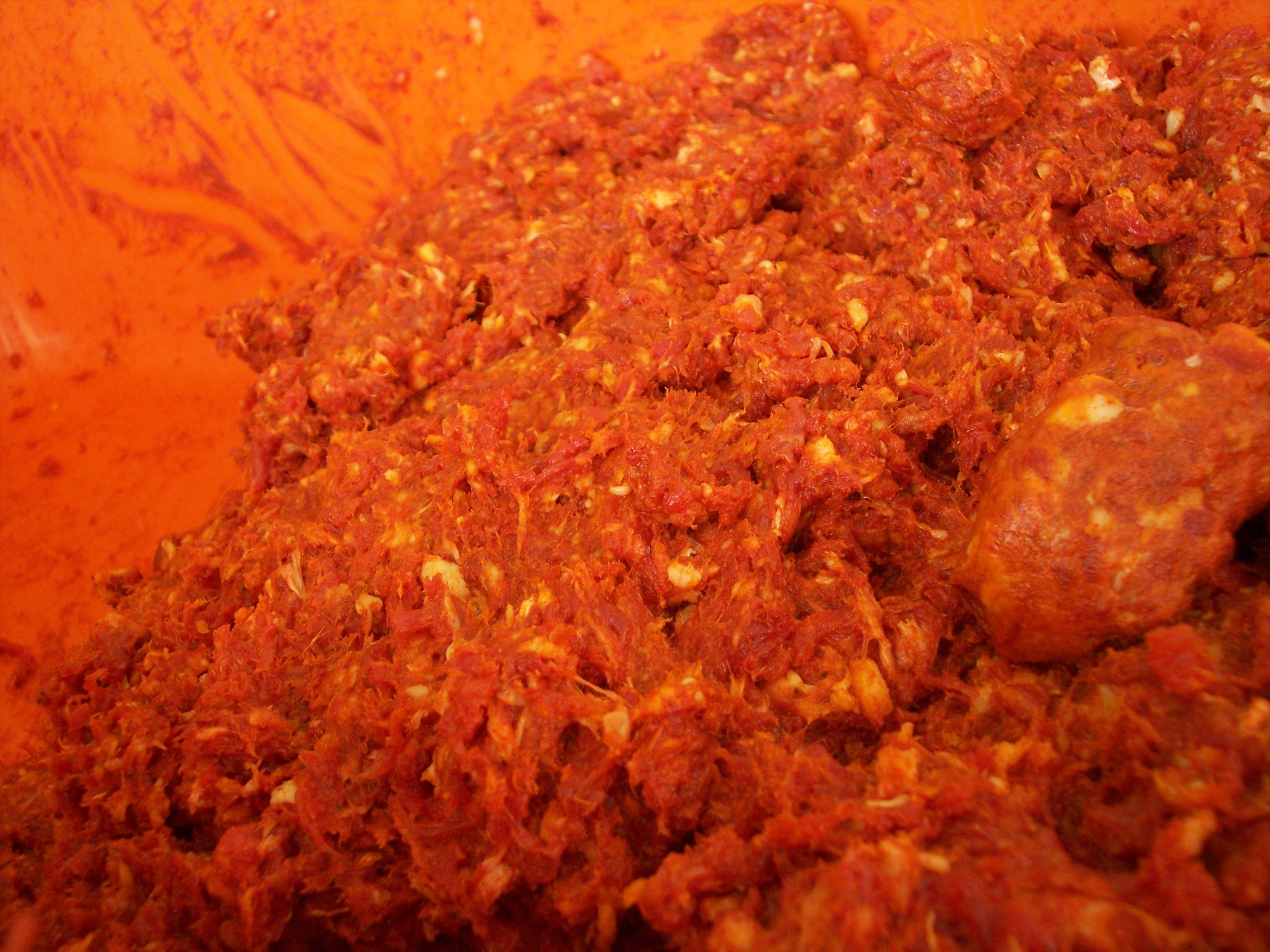
Carne pronta para a fabricação de linguiças

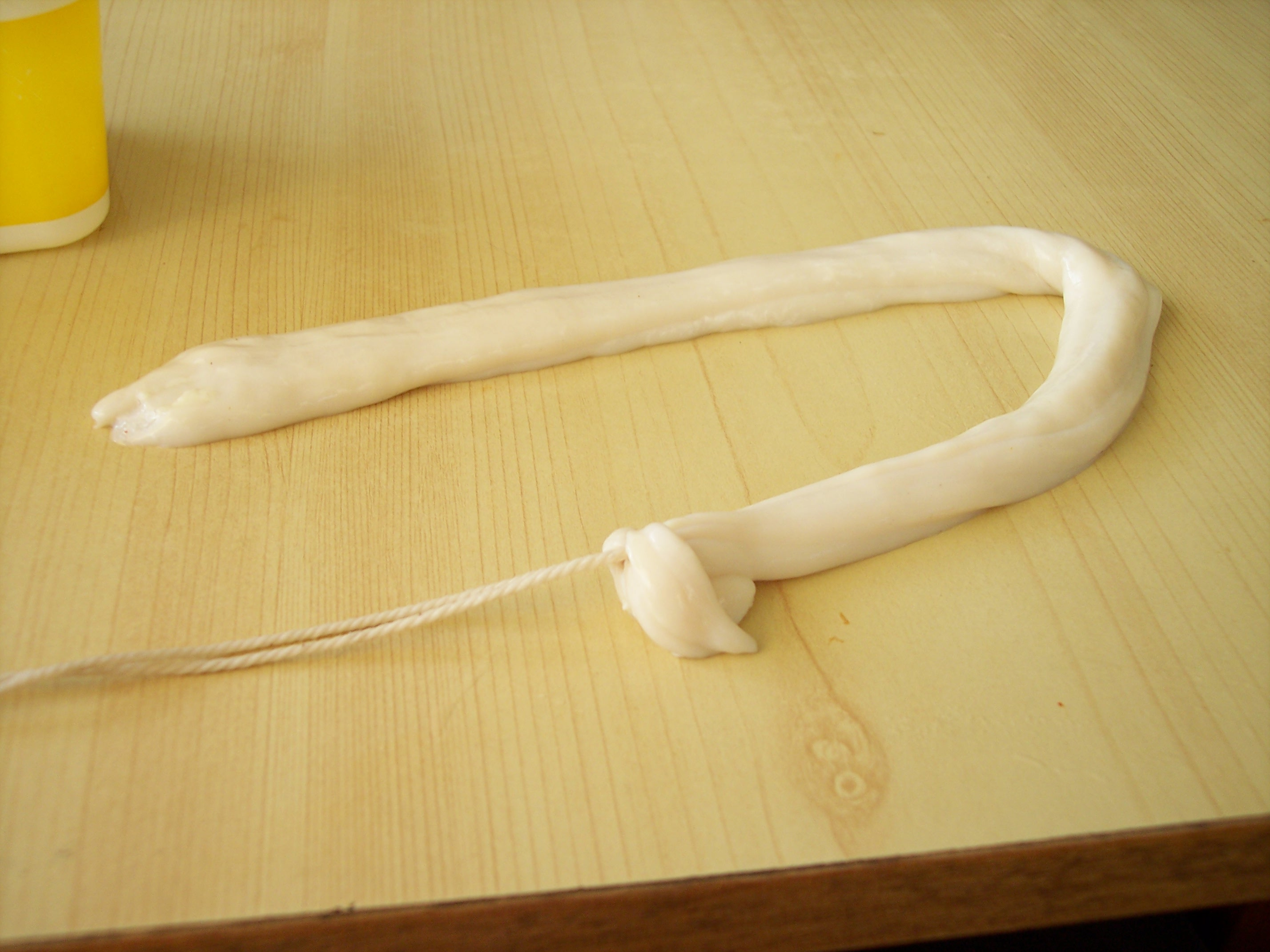
Intestino para fabricação de linguiças

As origens da preservação da carne foram perdidas ao longo da história, mas provavelmente começaram quando os seres humanos começaram a perceber o valor conservante do sal. A fabricação de embutidos(pt-BR) ou enchidos(pt-PT?) foi originalmente desenvolvida como um meio de conservar e transportar carne. As sociedades primitivas aprenderam que frutas secas e especiarias poderiam ser adicionadas à carne seca. O procedimento de rechear a carne em tripas permanece basicamente o mesmo até hoje, mas as receitas foram muito refinadas e a fabricação de embutidos tornou-se uma arte culinária altamente respeitada.
Existem dois tipos principais de embutidos: frescos e curados. Os embutidos curados podem ser cozidos ou secos, muitos são defumados, mas isso não é obrigatório. O próprio processo de cura modifica a carne e confere seus próprios sabores, um exemplo é a diferença de sabor entre uma carne de porco assada e um presunto.
Todos os embutidos defumados são curados. O motivo é o risco de botulismo. A bactéria responsável, Clostridium botulinum, é onipresente no ambiente, cresce nas condições anaeróbicas criadas no interior do embutido e se desenvolve na faixa de temperatura de 4 °C a 60 °C, comum na casa de defumação e no armazenamento ambiente subsequente. Portanto, por motivos de segurança, as linguiças são curadas antes da defumação.

## Tipos de embutidos e seu armazenamento
| Classificação                  | Exemplos                                                  | Armazenamento e manuseio                                                                                                |
| ------------------------------ | --------------------------------------------------------- | --- |
| Linguiça fresca                | Linguiça de porco fresca                                  | Mantenha refrigerado. Cozinhe bem a linguiça bratwurst e a bockwurst antes de comer. Consumir em até 3 dias ou congelar |
| Linguiça defumada não cozida   | Defumada, estilo rural, mettwurst, keilbasa.              | Mantenha refrigerado. Cozinhe bem antes de comer. Consumir em até 7 dias ou congelar.                                   |
| Linguiça defumada cozida       | Frankfurter, bologna, cotto salami                        | Mantenha refrigerado. Consumir em até 7 dias após a abertura da embalagem a vácuo                                       |
| Linguiça fermentada            | Salame de Gênova, pepperoni                               | Não requer refrigeração.                                                                                                |
| Linguiça semi-seca             | Bolonha do Líbano, cervelot, salsicha de verão, thuringer | Para obter a melhor qualidade, mantenha-a refrigerada.                                                                  |
| Especialidades de carne cozida | Bolos, cabeça de xara, scrapple                           | Mantenha refrigerado. Consumir em até 3 dias após a abertura da embalagem a vácuo                                       |

## Linguiças frescas
As linguiças frescas são simplesmente carnes moídas temperadas cozidas antes de serem servidas. As linguiças frescas normalmente não usam cura (pó de Praga n.º 1), embora a cura possa ser usada se desejado. Além disso, estas normalmente não têm sabor de fumaça, embora possa ser usada fumaça líquida. As linguiças frescas nunca são defumadas em um defumador a frio devido ao perigo de botulismo.
Os principais agentes de tempero das linguiças frescas são o sal e o açúcar, juntamente com várias ervas e especiarias salgadas e, com frequência, vegetais, incluindo cebola e alho.
Uma linguiça fresca britânica normalmente contém cerca de 10% de tostas de açougueiro, 10% de água, 2,5% de tempero e 77,5% de carne. No ponto de venda, os embutidos britânicos são geralmente rotulados como "teor real de carne X%". Como a carne pode ser gordurosa ou magra, o X% é calculado usando tabelas de referência com a intenção de dar uma representação mais justa do teor de carne "visualmente magra".

## Linguiças curadas cozidas
As linguiças curadas diferem das linguiças frescas por incluírem 2 colheres de chá de sal de cura (pó de Praga n.º 1) por 4,54 kg de produto finalizado, ou seja, a cada 4,54 kg de carne. Isso resulta em 113,40 gramas de sal para 45 kg de linguiça.
Em seguida, o produto é normalmente defumado com calor. No entanto, efeitos semelhantes podem ser obtidos com a incorporação de fumaça líquida na receita. As temperaturas de defumação variam e, normalmente, são inferiores a 68°C. A uma temperatura de 67°C, as linguiças estão totalmente cozidas.
Em alguns casos, é usada fumaça fria. Nesse caso, a linguiça pode ter sido previamente cozida em um banho-maria mantido na temperatura adequada. Um exemplo desse processo é a preparação da Braunschweiger. Nesse tipo de embutido, após o enchimento em pães de porco ou tripas fibrosas de 70 mm a 76 mm, a linguiça é submersa em água a 70 °C por 2 a 2+1⁄2 horas até que a temperatura interna atinja 67 °C. Nesse ponto, a linguiça deve ser resfriada em água gelada e, em seguida, defumada a frio a uma temperatura de 46 a 49 °C por 2 a 3 horas.

## Linguiças secas curadas
As linguiças secas curadas são preparadas de forma semelhante às linguiças cozidas curadas. A principal diferença é que o pó de Praga n.º 2 será usado no lugar do pó de Praga n.º 1. Além disso, devem ser usadas carnes certificadas. Como esses produtos nunca são aquecidos a uma temperatura que possa matar os parasitas da triquinose, é necessário fazer isso por outros métodos. O método mais comum é o congelamento. A carne suína pode se tornar aceitável para uso em linguiças secas se for congelada conforme as seguintes diretrizes:
- -15°C de 20 a 30 dias
- -23°C de 10 a 20 dias
- -29°C de 6 a 12 dias

As regulamentações específicas são bastante complexas, pois dependem da espessura dos cortes de carne, do método de embalagem e de outros fatores. Além disso, há requisitos muito específicos quanto aos tempos nas salas de secagem e às temperaturas nas salas de fumaça.
Embora seja muito viável para uma pequena fábrica de linguiças ou para o apreciador produzir excelentes linguiças secas curadas, é necessária uma grande quantidade de informações técnicas. Como alternativa, a carne de porco certificada pode ser simplesmente comprada.

## Equipamento

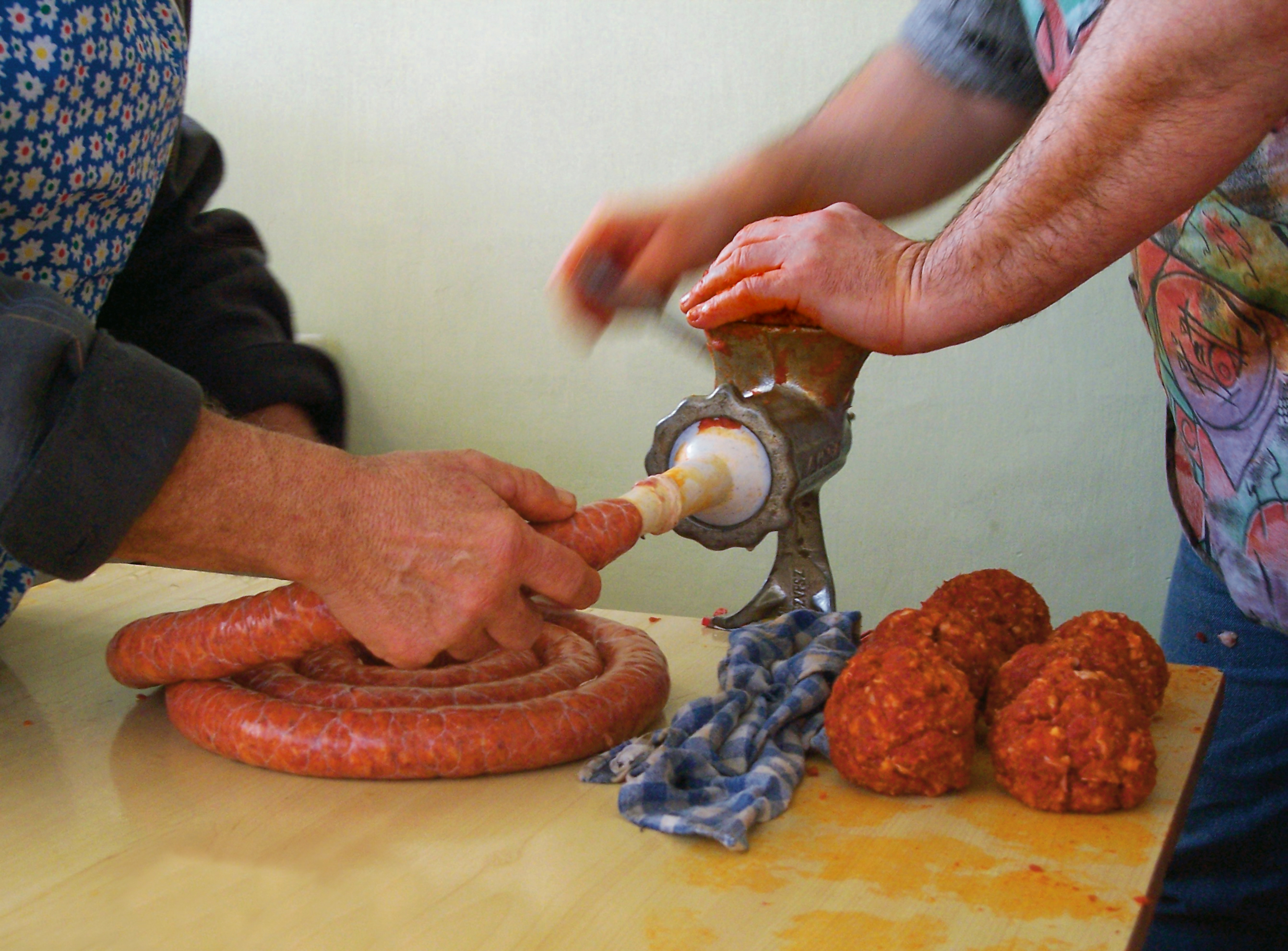
Fabricação tradicional de linguiças na Hungria

O equipamento depende da escala, um pequeno moedor doméstico e algumas ferramentas básicas de medição podem ser tudo o que é necessário. Em uma operação comercial de maior escala, será necessário um equipamento de maior volume.
Considerados os três equipamentos mais importantes, independentemente da quantidade de linguiça a ser produzida, são um termômetro preciso, uma balança calibrada e um moedor de carne. As linguiças defumadas ou defumadas/cozidas requerem um defumador (pequenos lotes) ou um defumador comercial. Os embutidos cozidos do tipo emulsão, como salsichas ou mortadela, usam um triturador de tigela para fazer uma massa de carne finamente moída colocada em tripas e cozida ou defumada.

## Carnes e outros ingredientes
Uma variedade de carnes frescas pode ser usada para fazer embutidos, sendo as mais comuns as carnes bovina, suína, de cordeiro, de frango, de peru e de caça. A carne deve ser fresca, de alta qualidade, ter a proporção adequada de gordura magra e boas qualidades de ligação. Não deve estar contaminada com bactérias ou outros micro-organismos e é importante combinar especiarias e temperos em quantidades que se complementem.

## Sais de cura
A fabricação de linguiças secas envolve sais de cura, que contêm nitrito de sódio e nitrato de sódio. Os nitritos são usados em todos os tipos de embutidos e são os mais comuns. Os nitratos são usados somente na preparação de linguiças curadas e secas. Durante um período, os nitratos são convertidos em nitritos por bactérias endógenas ou adicionadas. Nitrito é comumente adicionado a embutidos para acelerar a cura da carne e também conferir uma cor atraente, embora não tenha efeito sobre o crescimento da Clostridium botulinum. Alguns produtores tradicionais e artesanais evitam os nitritos.
O sistema digestivo humano fabrica nitritos, o que é considerado o fator que evita o botulismo, que se desenvolveria nas condições de anaeróbica e na faixa de temperatura do sistema digestivo (intestino). Os produtos cárneos curados normalmente contêm menos de 40 ppm de nitritos.
As adições de nitrito de potássio e nitrato de potássio permitem a produção de embutidos com níveis mais baixos de sódio. Ao usar a forma de potássio, é necessário incluir outros ingredientes para mascarar os sabores amargos que ela confere. Receitas antigas usam nitrato de potássio, o que não é recomendado. O principal motivo é que, muitas vezes, essas receitas antigas contêm muito mais ingredientes de cura do que o adequado, as técnicas modernas estão prontamente disponíveis e fazem um trabalho muito melhor.
No setor de embutidos, os nitritos e nitratos são pré-formulados em produtos chamados de pó de Praga n.º 1 e pó de Praga n.º 2. O pó de Praga n.º 1 contém 6,25% de nitrito de sódio e 93,75% de cloreto de sódio e é usado para a preparação de todas as carnes curadas e embutidos que não sejam do tipo seco. O pó de Praga n.º 2 contém 6,5% de nitrito de sódio e 4,0% de nitrato de sódio por quilo de produto acabado (as 407 gramas restantes são de cloreto de sódio) e é usado na preparação de linguiças secas curadas. O pó de Praga n.º 2 nunca deve ser usado em nenhum produto que será frito em alta temperatura (por exemplo, bacon) devido à formação resultante de nitrosaminas.
Ao usar a cura, é muito importante nunca exceder a quantidade recomendada de 2,5 gramas de pó de Praga n.º 1 em 1 quilograma de carne. Equivalente a 10 mL para 4,5 kg (2 colheres de chá para 4,5 kg). Observe que a quantidade máxima permitida de nitrito de sódio e nitrito de potássio é regida por regulamentos e é limitada a 7 gramas por 45 kg de carne picada. Como o pó de Praga n.º 1 é uma diluição de 1:15 (em 0,45 kg de pó de Praga n.º 1, 30 gramas são de nitrito de sódio e 425 gramas são de sal de mesa comum), obtemos a quantidade adequada em uma taxa de 114 gramas adicionados a 45 kg de carne.
O nitrato de sódio e o nitrato de potássio são limitados a 1,7 grama por quilograma.
Os nitritos de sódio e de potássio são altamente tóxicos para os seres humanos, sendo a dose letal de cerca de 4 gramas. Apenas 22 mg/kg de peso corporal podem causar a morte. Isso equivale a cerca de 2,2 gramas para uma massa corporal de 100 kg. Portanto, há nitrito de sódio suficiente em 57 gramas de pó de Praga n.º 1 para matar uma pessoa.
Morton's Tenderquick é o nome comercial de outra formulação de nitrito de sódio, com adição de sal e açúcares. Ele não tem a mesma concentração que o pó de Praga n.º 1 ou nº 2. Como a certeza sobre a quantidade de nitrito presente em uma receita é essencial para a segurança, não se pode pegar uma receita criada para o pó de Praga e simplesmente substituí-la por quantidades iguais de produtos como o Morton's Tenderquick. Fazer isso seria um risco de envenenamento por botulismo. Da mesma forma, não se pode simplesmente substituir o pó de Praga n.º 1 pelo Morton's Tenderquick. Para qualquer substituição desse tipo, é preciso calcular a quantidade exata de nitrito necessária e fazer os ajustes adequados.
| Nome popular                | Forma                                 | Volume/Peso ml/g (colheres de chá/onça) | Uso                                                                      |
| --------------------------- | ------------------------------------- | --------------------------------------- | ------------------------------------------------------------------------ |
| Pimenta-da-Jamaica          | Inteira, moída                        | 2,43 (14)                               | Bolonhesa, pés de porco em conserva, cabeça de xara                      |
| Anis                        | Sementes                              | 2,52 (14,5)                             | Linguiça seca, mortadela, pepperoni                                      |
| Manjericão                  | Folhas                                | 6,09 (35)                               | Carnes em conserva e gelatinosas                                         |
| Louro                       | Folhas                                | 5 (136) folhas (aprox.)                 | Pés de porco em conserva, língua de cordeiro                             |
| Cominho                     | Sementes                              | 1,65 (9,5)                              | Linguiças semi-secas, bolos de carne, frios                              |
| Cardamomo                   | Semente, em pó                        | 2,52 (14,5)                             | Salsichas, linguiça de fígado, cabeça de xara, linguiças semi-secas      |
| Cássia                      | N/A                                   | N/A                                     | Bolonhesa, morcela                                                       |
| Aipo                        | Sementes, flocos, sal                 | 2,43 (14)                               | Linguiça de porco, salsichas, bolonha, bolos de carne, frios             |
| Canela                      | Vareta, em pó                         | 3,04 (17,5)                             | Bolonhesa, cabeça de xara                                                |
| Cravo da índia              | Inteiro, em pó                        | 2,52 (14,5)                             | Bologna, linguiça de fígado, cabeça de xara                              |
| Coentro                     | Semente, em pó                        | 2,43 (14)                               | Salsichas, bolonhesa, kielbasa, frios                                    |
| Cominho                     | Semente, em pó                        | 2,43 (14)                               | Curry em pó                                                              |
| Funcho                      | Semente                               | 2,43 (14)                               | Linguiça italiana                                                        |
| Alho                        | Em pó, sal, esmagado                  | 2,43 (14)                               | Kielbasa, diversos embutidos defumados                                   |
| Gengibre                    | Inteiro, em pó                        | 2,43 (14)                               | Linguiça de porco, salsichas, carne enlatada                             |
| Macis                       | Em pó                                 | 2,43 (14)                               | Linguiça branca, linguiça de fígado, salsichas                           |
| Manjerona                   | Folhas                                | 3,39 (19,5)                             | Linguiça de fígado, kielbasa, cabeça de xara                             |
| Mostarda                    | Semente, em pó                        | 2,52 (14,5)                             | Bom para quase todos os tipos de embutidos                               |
| Noz-moscada                 | Inteira, em pó                        | 2,22 (12,75)                            | Linguiça branca, bolonhesa, salsicha, linguiça de fígado, cabeça de xara |
| Cebola                      | Picada, em pó, sal, flocos, granulada | N/A                                     | Linguiça de fígado, cabeça de xara, bolos assados                        |
| Orégano                     | Folhas, em pó                         | 4,52 (26)                               | Salsichas, bolonhesa, bolos de carne, frios                              |
| Páprica                     | Em pó                                 | 2,35 (13.5)                             | Salsichas, chouriço, linguiça seca                                       |
| Pimenta (preta, branca)     | Inteira, moída (fina, grossa)         | 2,65, 2,30 (15,25, 13,25)               | Maioria dos embutidos                                                    |
| Pimentão                    | N/A                                   | N/A                                     | Bolos assados                                                            |
| Alecrim                     | Folhas                                | 6,09 (35)                               | Linguiça de fígado                                                       |
| Sálvia                      | Folhas, esfregadas, em pó             | 3,82 (22)                               | Linguiça de porco, bolos assados                                         |
| Savory (mix de condimentos) | Folhas, em pó                         | 3,26 (18.75)                            | Bom para quase todos os tipos de embutidos                               |
| Tomilho                     | Folhas, em pó                         | 3,52 (20.25)                            | Bom para quase todos os tipos de embutidos                               |
| Cúrcuma                     | Em pó                                 | 2.09 (12)                               | Bom para quase todos os tipos de embutidos                               |

Observação: A proporção entre volume e peso se aplica somente às ervas e especiarias. Isso não indica, de forma alguma, a quantidade específica para uma determinada receita.

## Cultura
A fabricação de embutidos às vezes é vista como uma bagunça na cultura em geral. No inglês, há ditados comuns, como "how the sausage gets made" (como a salsicha é feita), para se referir a um processo que alguém prefere não conhecer em todos os detalhes. Essa linha de citação tem origem no poeta americano John Godfrey Saxe, que disse: "As leis, como as salsichas, deixam de inspirar respeito na proporção em que sabemos como são feitas" (1869).